# La conquista dello spazio
La conquista dello spazio (Conquest of Space) è un film del 1955 per la regia di Byron Haskin. È una pellicola di fantascienza in Technicolor della Paramount Pictures prodotta da George Pal, che descrive il primo viaggio sul pianeta Marte.
Il film è liberamente ispirato a un omonimo libro divulgativo del 1949 illustrato da Chesley Bonestell e scritto da Willy Ley. La rappresentazione degli aspetti scientifici e tecnologici nel film fu molto ricercata e realistica per l'epoca. La tagline del film era "Vedi come ciò accadrà durante la tua vita!" ("See how it will happen in your lifetime!")

## Trama
Nel 1980 l'umanità ha raggiunto il traguardo del volo spaziale con equipaggio e costruito "La Ruota", una stazione spaziale in orbita 1730 km sopra la Terra; la stazione è comandata dal suo ideatore, il colonnello Samuel T. Merritt. A suo figlio Barney, un capitano, piacerebbe tornare sulla Terra dopo essere rimasto bloccato a bordo per un anno senza godere di alcun permesso.
Il personale della stazione spaziale ha lavorato duramente per mesi alla costruzione di una enorme navicella spaziale in una vicina orbita. Un ispettore giunge con una navetta dalla Terra con nuovi ordini: non solo Merritt è stato promosso a generale, ma si è anche deciso di inviare sotto il suo comando l'avanzata astronave sul lontano pianeta Marte, non sulla Luna come originariamente previsto. Come generale Merritt decide di farsi accompagnare su Marte da un equipaggio volontario di tre uomini di truppa con l'aggiunta di un ufficiale. Il generale rifiuta però di far venire il suo vecchio amico sergente Mahoney perché di 20 anni troppo vecchio per il viaggio (in realtà Mahoney è tre mesi più giovane del generale, ma il rango ha i suoi privilegi). Dopo avere udito della nuova destinazione della nave il capitano Barney, figlio di Merritt, cambia idea sul suo ritorno sulla Terra e si offre volontario come secondo ufficiale della nave.
Dopo che i membri dell'equipaggio selezionati hanno assistito a una trasmissione televisiva speciale con i loro familiari e amici, la missione decolla per il pianeta rosso. Da questo momento, però, le condizioni di salute del generale e le crescenti fatiche dello spazio iniziano a compromettere gravemente il suo giudizio: leggere la sua Bibbia spesso gli sta provocando seri dubbi religiosi circa la giustezza della loro missione su Marte. All'incirca nello stesso tempo il sergente Mahoney viene scoperto mentre si nascondeva in una delle tute spaziali immagazzinate nella camera di equilibrio della nave. Mentre stanno viaggiando diretti su Marte si verifica un problema con l'antenna radar di pilotaggio, così due membri dell'equipaggio devono intraprendere una passeggiata spaziale per effettuare le riparazioni necessarie.
Quando riescono finalmente a far funzionare di nuovo l'antenna, i monitor televisivi della nave mostrano un planetoide incandescente, 20 volte più grande della loro nave, che si dirige verso di loro da poppa. Per colpa del generale riescono a malapena a evitare una collisione, ma i detriti meteorici in rapido movimento che circondano il planetoide perforano la tuta spaziale del sergente Fodor, uccidendolo; dopo un servizio funebre religioso tenuto nello spazio dal generale, il corpo dell'astronauta viene abbandonato alla deriva.
Otto mesi più tardi, quando l'astronave si avvicina finalmente al pianeta rosso, il generale è sempre più squilibrato mentalmente, ritenendo la perdita del sergente Fodor un giudizio di Dio; subito prima dell'atterraggio sul suolo marziano tenta di far schiantare l'astronave, ormai convinto che la loro missione violi le leggi divine. Barney strappa il controllo a suo padre, facendo atterrare in sicurezza il grande razzo sulla superficie marziana all'ultimo momento. In seguito, mentre l'equipaggio compie i primi passi su Marte, guardando in alto notano un flusso d'acqua che si riversa dal razzo verticale. Barney scopre in fretta che la perdita è causata dal sabotaggio del padre; il generale Merritt, fuori di senno, minaccia il figlio con una .45 automatica; i due lottano e dalla pistola parte un colpo, uccidendo il generale. Il sergente Mahoney, che ha assistito solo alle ultime fasi della lotta, vorrebbe vedere Barney confinato negli alloggi in arresto, ma prevalgono sul momento opinioni più ponderate: Barney è ora l'ufficiale più alto in grado e diviene il comandante della missione.
Il corpo del generale viene sepolto nel suolo marziano e l'equipaggio inizia a studiare il pianeta in vista di una possibile colonizzazione.
L'equipaggio scopre che Marte è parecchio inospitale. Con un approvvigionamento di acqua limitato, sarà per loro una dura lotta per sopravvivere durante l'anno che è necessario alla Terra per raggiungere l'esatta posizione orbitale necessaria per intraprendere il viaggio di ritorno. Nonostante l'assenza di acqua sul pianeta, il membro giapponese dell'equipaggio sergente Imoto pianta un seme nel terreno marziano.
La squadra sta mestamente celebrando il primo Natale su Marte, quando monta un'improvvisa tempesta di neve, permettendo di ricostituire l'approvvigionamento d'acqua in esaurimento. A tempo debito, quando la loro finestra di lancio si sta ormai avvicinando, il seme piantato da Imoto germoglia in un piccolo fiore. La loro gioia per la sua scoperta è di breve durata; l'equipaggio ode un cupo rombo, assistendo alla caduta di massi, e avverte la terra tremare, con l'apertura di grandi voragini sulla superficie marziana. Il terreno si sposta a causa di un violento martemoto. L'astronave ora pende con un angolo precario, troppo pericoloso per fare un decollo di emergenza. L'equipaggio decide di fare un tentativo rischioso e disperato di raddrizzare l'assetto della nave, usando la potente spinta dei motori a razzo per spostare la terra sotto gli appoggi di atterraggio. Il tentativo funziona, raddrizzando la nave in modo che possa decollare immediatamente; mentre il razzo sale dalla superficie marziana, il terreno dove sorgeva collassa interamente.
Una volta nello spazio, Barney e Mahoney si riconciliano. Mahoney decide di non sporgere denuncia al loro ritorno sulla Terra, essendo rimasto colpito dall'eroismo dimostrato da Barney durante la loro permanenza su Marte. Una sessione di corte marziale probabilmente metterebbe in dubbio la reputazione del generale e offuscherebbe ciò che in precedenza era stata una carriera senza macchia. Meglio che "l'uomo che ha conquistato lo spazio" sia morto nel compimento del dovere, sacrificandosi per salvare il suo equipaggio.

## Produzione
Prodotto in Technicolor per la Paramount Pictures da George Pal, fu una grossa produzione, con un budget di 1 milione di dollari.
Nelle intenzioni del produttore George Pal, il film avrebbe dovuto essere un seguito di Uomini sulla Luna
da lui prodotto nel 1950 per la regia di Irving Pichel.
Il film è basato su La conquista dello spazio (The Conquest of Space), un libro del 1949 illustrato da Chesley Bonestell e scritto da Willy Ley. Bonestell, artista noto per i suoi dipinti fotorealistici che mostrano visioni dallo spazio, lavorò anche agli sfondi dipinti (matte painting) utilizzati nel film. La produzione incorporò inoltre materiale del libro del 1953 Project Mars: A Technical Tale di Wernher von Braun. Entrambi i libri presentano testi di diretta divulgazione scientifica, senza inventare personaggi o una trama. Se Pal avesse seguito l'uno o l'altro di tali testi, avrebbe prodotto un documentario futuribile speculativo, molto simile al trio di episodi del 1955 ambientati a Tomorrowland della serie televisiva antologica Disneyland: Man in Space, Man and the Moon e Mars and Beyond. La sceneggiatura finale di James O'Hanlon, tratta da un adattamento di Philip Yordan, Barré Lyndon e George Worthing Yates, crea invece una storia del tutto immaginaria.

## Distribuzione
Il film è anche conosciuto come Mars Project.

## Accoglienza e critica
Il giudizio sulla qualità degli effetti speciali è cambiato nel corso del tempo, dato che il pubblico moderno tende a notare maggiormente le imperfezioni degli sfondi dipinti. Il critico Glenn Erickson scrisse che "gli ambiziosi effetti speciali furono tra i primi a raccogliere fischi per la loro mancanza di realismo."
The Encyclopedia of Science Fiction scrive che "gli effetti speciali sono assai ambiziosi ma maldestramente eseguiti, in particolare il lavoro sugli sfondi." Paul Corupe scrisse che è spesso "l'immagine complessiva sullo schermo a incutere timore: il paesaggio marziano, l'ufficio hi-tech del generale e la vastità del cosmo. Il budget del film è certamente andato sullo schermo per l'intrattenimento, ma è solo spettacolo per amore dello spettacolo. Anch'egli lamenta gli sfondi dipinti ma riconosce che "i compositi sono abbastanza convincenti per l'epoca in cui il film è stato fatto."
All'epoca dell'uscita del film il New York Times elogiò gli effetti speciali, mentre denigrò la trama. Il pubblico fu meno gentile: Erickson definì il film "un fiasco che ha seriamente ostacolato la carriera di George Pal come produttore." Corupe lo descrisse come il "primo grande fiasco nella carriera di Pal. Fu una grave battuta d'arresto che lo vide abbandonare il cinema di fantascienza per cinque anni, compreso un seguito programmato di Quando i mondi si scontrano." La Encyclopedia of Science Fiction ribadisce: "Film veramente orribile, The Conquest of Space è probabilmente la peggiore produzione di George Pal, l'ultima sua per la Paramount."